# Macropsis sohii
Macropsis sohii är en insektsart som beskrevs av Chandrasekhara A. Viraktamath 1980. Macropsis sohii ingår i släktet Macropsis och familjen dvärgstritar. Inga underarter finns listade i Catalogue of Life.